# 先攻高潮
《先攻高潮》（実演ツアー 先攻エクスタシー）為日本音樂家椎名林檎首次日本巡迴演唱會，總共在六個城市舉辦六場的演唱會，同時也是「虐待糖原」的首次演出，不過巡迴的時候，林檎的身體有點微恙，雖然她還是很敬業的穿著細肩帶洋裝、拿著擴音器演唱以帶動現場氣氛，然而身體不適的因素也讓原本預期的仙台的公演也就逾期舉辦。
而在先攻高潮演唱會時，椎名林檎演唱了石膏與罪與罰這兩首歌之後，開玩笑的對歌迷說：「如果想要讓這兩首成為單曲的唯一方法就是請歌迷寫信到EMI」。當巡迴演唱會結束後，EMI開始湧進許多請求信"希望將這兩首歌做成單曲"，好巧不巧那時唱片公司剛好也在商議本能的續作，因此就這樣石膏和罪與罰順理成章的成為接續本能後的單曲。

## 表演人員
虐待糖原

## 公演會場
| 日期          | 都道府縣 | 城市   | 場館                  |
| ------------- | -------- | ------ | --------------------- |
| 日本          |          |        |                       |
| 1999年4月1日  | 福岡縣   | 福岡市 | Drum Logos            |
| 1999年4月2日  | 大阪府   | 大阪市 | 心齋橋 Club Quattro   |
| 1999年4月5日  | 石川縣   | 金澤市 | AZ Hall               |
| 1999年4月9日  | 東京都   | 澀谷區 | 澀谷 Club Quattro     |
| 1999年4月10日 | 東京都   | 澀谷區 | 澀谷 Club Quattro     |
| 1999年4月18日 | 宮城縣   | 仙台市 | BEEB Basement Theater |

## 演出曲目
1. 在這裡接吻
2. 席德與白日夢
3. 正確的大街
4. 雖然夕陽照耀歸途
5. 溜滑梯
6. 罪與罰
7. 警告
8. 自我
9. Crazy for You
原唱：瑪丹娜
10. 嗎啡
11. 歌舞伎町的女王
12. 積木遊戲
13. 幸福論(悅樂篇)
14. 丸內虐待狂
15. 石膏
Encore
16. 同一夜

## 脚注